# Загряжский, Дмитрий Андреевич
Дмитрий Андреевич Загря́жский (1807 — после 1860) — русский изобретатель гусеничного хода. В 1837 году создал «экипаж с подвижными колеями», то есть на гусеничном ходу, и в том же году получил на него патент. Из-за отсутствия средств Загряжский не смог реализовать своё изобретение, и в 1839 году патент был аннулирован.

## Биография
Большинство источников утверждают, что Загряжский Д. А. родился в 1807 году в крестьянской семье, впоследствии дослужился до чина штабс-капитана.
По утверждению Деревянченко А. А., Загряжский Д. А. родился на Волге в дворянском имении деда Ивана, в пятилетнем возрасте потерял мать и деда, скончавшихся от холеры. На их могилах в Симбирске он часто бывал с отцом, пока не пришло время поступать в кадетский корпус. Отец не справился с одиночеством и скоро разорился.
12 (24) марта 1837 года Загряжский получил привилегию (патент) на «экипаж с подвижными колеями», который построил в 1830 году. Новый ход Загряжский назвал «гусеничным», поскольку вдохновился гусеницей, ловко передвигающей свои членики-звенья. Изобретателя поражало, как крепко сцеплялась гусеница с зелёным листом. Вот как он описал своё изобретение:

«Около каждого обыкновенного колёса, на котором катится экипаж, обводится железная цепь, натягиваемая шестиугольными колёсами, находящимися впереди обыкновенного. Бока шестиугольных колёс равняются звеньям цепи; цепи сии заменяют до некоторой степени железную дорогу, представляя колесу всегда гладкую и твёрдую поверхность» (из привилегии, выданной в марте 1837 года).

Гусеница Загряжского была крайне проста: опорный каток и шестигранное направляющее колесо, — но причина этого крылась не в примитивности мышления, а скорее в необходимости адаптировать гусеничный ход под гужевую тягу. В условиях бездорожья и снежных заносов изобретение гусеничного хода для транспорта имело большое значение. Однако очень высокая пошлина (1200 рублей) за получение привилегии и отсутствие финансовой помощи не позволили Загряжскому реализовать свою задумку, а после окончания срока действия документа (1839) Загряжский его не продлял. Изобретателя по праву можно назвать одним из первопроходцев в области гусеничного хода, наряду с Василием Тертером (1839), Маклаковым (1863), штабс-капитаном Стефаном Маевским (1876). В 1889 году изобретатель-самоучка Ф. А. Блинов закончил постройку первого в мире гусеничного трактора.